# Drive (canción de The Cars)
«Drive» (en español: «Llevar») es el título de una power ballad interpretada por la banda estadounidense de rock The Cars, incluida en su quinto álbum de estudio, Heartbeat City (1984), La compañía discográfica Elektra Records la lanzó el 23 de julio de 1984 como el tercer sencillo del álbum. Esta canción es uno de los mayores éxitos internacionales de esta banda oriunda de Boston y conquistó los primeros lugares de los rankings en todo el mundo, convirtiéndose en un clásico ochentero.
Esta melancólica canción, escrita por Ric Ocasek y que contó con la producción de Robert John "Mutt" Lange, marcó un punto de diferencia para el sonido soft rock que la banda había entregado a sus fanes en las canciones anteriores. En "Drive" la banda presenta una balada que se mezcla con el ambiente electrónico que hacía de las suyas en la música de década de los 80's.

## Composición
La melodía de Drive fue utilizada como cortina para una serie de documentales acerca del hambre en África (presentados por David Bowie en Wembley), hecho que propulsó la promoción del sencillo hasta el hartazgo. La balada, de una composición muy elemental y una letra de tinte romántico —simplemente habla de un hombre que conoce todos los detalles de una mujer, y que está dispuesto a llevarla a su casa a pesar de cualquier contradicción— adquiere la interpretación de Ben Orr, fallecido en el año 2000 debido a un cáncer de páncreas. La mujer que aparece en el clip es la modelo checa Paulina Porizkova, quien se casó con el guitarrista Ric Ocasek en 1989. Gracias a Drive, The Cars logró trepar rápidamente a los primeros puestos de las listas de popularidad de Estados Unidos. Así, el hit incluido en el disco Heartbeat City (1984) conquistó el tercer lugar del Billboard Hot 100 y también lideró el Billboard Adult Contemporary.

## Videoclip
El video fue dirigido por Timothy Hutton, de 23 años de edad, Hutton que había ganado el Oscar al Mejor Actor de Reparto por su papel en la película Ordinary People. Hutton aspiraba a dirigir, así que cuando Ric Ocasek de The Cars, sugirió que el dirigiera el video, Hutton no dejó pasar la oportunidad.
Hutton contrató a la modelo checoslovaca Paulina Porizkova como la protagonista femenina en el clip. Durante la audición para el papel Paulina conoció a Ocasek, con quien se casó en 1989.

## Lista de pistas
sencillo de 7"
1. «Drive» - 3:54
2. «Stranger Eyes»[1]- 4:25

sencillo de 12"
1. «Drive» - 3:54
2. «My Best Friend's Girl» -
3. «Stranger Eyes»[2]- 4:25

## Listas de popularidad
| Lista (1984/1986)                            | Máxima posición |
| -------------------------------------------- | --------------- |
| Kent Music Report                            | 10              |
| Austrian Singles Chart                       | 8               |
| Ultratop 50 Flanders                         | 11              |
| Canadian RPM 100                             | 2               |
| Dutch Singles Chart                          | 12              |
| Irish Singles Chart                          | 3               |
| Norwegian Singles Chart                      | 9               |
| New Zealand Singles Chart                    | 5               |
| Swedish Singles Chart                        | 15              |
| Swiss Singles Chart                          | 3               |
| UK Singles Chart                             | 4               |
| U.S. Billboard Hot 100                       | 3               |
| U.S. Billboard Hot Adult Contemporary Tracks | 1               |
| U.S. Billboard Top Rock Tracks               | 9               |

### Sucesión y posicionamiento
| Predecesor: «Leave a Tender Moment Alone» de Billy Joel | U.S. Billboard Adult Contemporary Tracks — Sencillo N°. 1 22 de septiembre de 1984 - 12 de octubre de 1984 | Sucesor: «I Just Called to Say I Love You» de Stevie Wonder |